# Latife Uşşaki
 (juin 2015).
Si vous disposez d'ouvrages ou d'articles de référence ou si vous connaissez des sites web de qualité traitant du thème abordé ici, merci de compléter l'article en donnant les références utiles à sa vérifiabilité et en les liant à la section « Notes et références ».
Latife Uşşaki [lɑtifɛ uʃʃɑki], née le 17 juin 1898 à Izmir et morte le 12 juillet 1975 à Istanbul, est une juriste et personnalité turque. Épouse de Mustafa Kemal Atatürk, elle est Première dame de Turquie du 29 octobre 1923 au 5 août 1925.

## Biographie
Latife Uşşakki appartient à une famille de commerçants très fortunés, les Ussakidze (Uchakizadeh), d'origine géorgienne.

### Éducation
Elle reçoit une éducation à l'occidentale, apprend le français et est envoyée par sa famille en France pour y faire des études de droit à la Sorbonne, un cas exceptionnel pour la Turquie de l'époque.

### Rencontre avec Mustafa Kemal
Elle revient en 1921 à Izmir, alors sous occupation grecque. Après la libération de la ville le 9 septembre 1922, elle rencontre Kemal, et l'impressionne par sa beauté, son intelligence et son éducation.
La mère de Mustafa Kemal, Zübeydé, s'oppose à leur mariage, mais treize jours après la mort de cette dernière, le mariage est célébré le 29 janvier 1923.
Apprenant la nouvelle, Fikriye, la maîtresse de longue date de Mustafa Kemal, se suicide à Ankara.
Atatürk a l'ambition de faire de Latife le symbole de la nouvelle femme turque émancipée. Elle l'accompagne partout pendant ses visites officielles à travers le pays.
Leur mariage dure peu de temps et le couple divorce le 5 août 1925 sans avoir eu d'enfant.

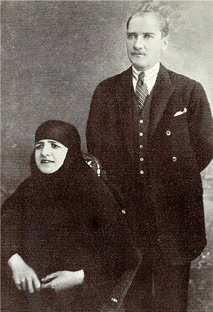
Latife Uşşaki et Mustafa Kemal Atatürk en 1923.
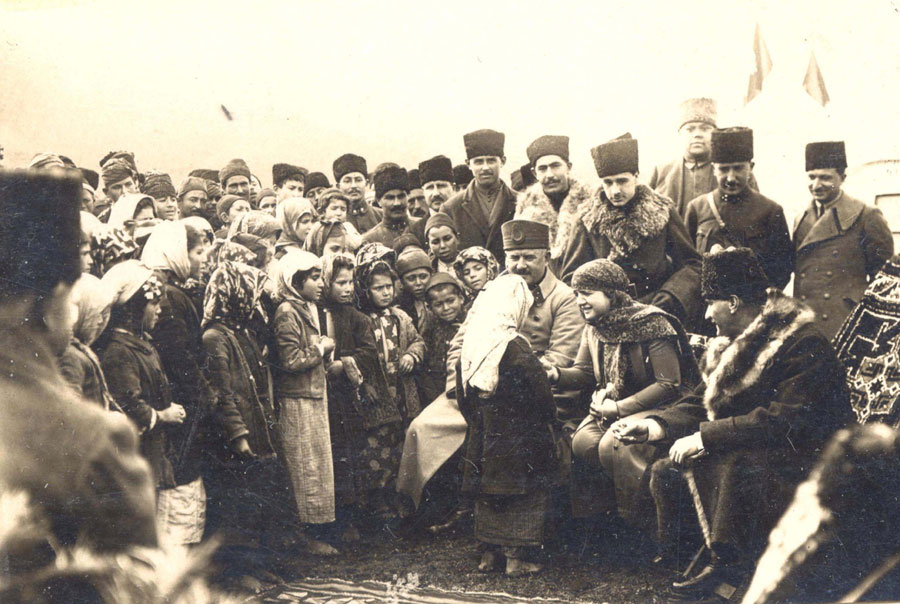
Kâzım Karabekir, Latife et Mustafa Kemal dans le village d'Ergama en route vers Edremit, le 8 février 1923.
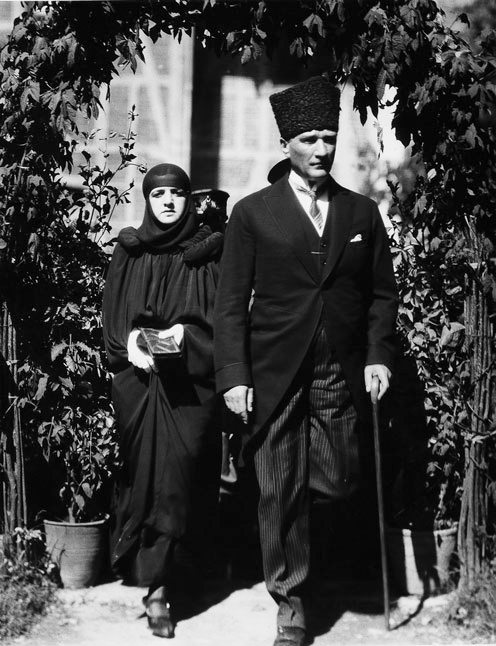
Latife et Mustafa Kemal, le 31 août 1924.
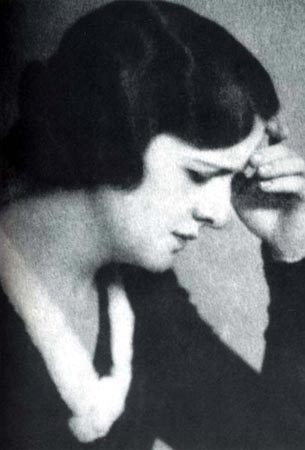
Latife Uşşaki, dans les années 1930.

### Après le divorce
Après le divorce, Latife reste silencieuse. Elle s'installe à Istanbul et y passe toute sa vie sans donner une seule interview aux journalistes et sans écrire ses mémoires. Même les photos d'elle datant de cette époque sont rares.
À sa mort, le 12 juillet 1975 à l'âge de 77 ans, le gouvernement décide de lui accorder des funérailles nationales.